# Convento de São Domingos de Benfica
O Convento de São Domingos de Benfica, também referido como Igreja de São Domingos de Benfica, Igreja da Força Aérea Portuguesa ou Igreja de Nossa Senhora do Rosário, situa-se na freguesia de São Domingos de Benfica, em Lisboa.
Nas instalações conventuais está atualmente instalado o Instituto dos Pupilos do Exército.
A Igreja de São Domingos de Benfica, incluindo, além do túmulo de D. João das Regras, o grande retábulo da capela-mor, os 2 retábulos do transepto, as 4 pinturas que se vêm nos segundos e terceiros altares, de um e outro lado do corpo da Igreja, a contar da porta da entrada, e a arca quinhentista que contém os ossos de Vasco Martins de Albergaria, está classificada como Imóvel de Interesse Público desde 1933. O túmulo de D. João das Regras está classificado como Monumento Nacional desde 1910.

## História
Foi um convento da Ordem de São Domingos fundado num terreno que a 22 de Maio de 1399 foi doado pelo rei D. João I de Portugal, a pedido do Dr. João das Regras e de frei Vicente de Lisboa, para nele ser construído um Mosteiro da Ordem Dominicana
A construção viria a ruir e a ser consequentemente demolida, edificando-se, entre 1624 e 1632, o templo atual sob orientação do Padre Mestre Frei João de Vasconcelos (1590–1652). 
Funcionou como igreja paroquial de São Domingos de Benfica até à década de 70 do séc. XX, altura em que foi construído um novo templo que adquiriu estas funções, passando a igreja para a posse da Força Aérea Portuguesa, com a substituição do orago inicial de São Domingos pelo de Nossa Senhora do Rosário. Traduz um exemplar de arquitetura religiosa maneirista.

## Descrição
As armas dos dominicanos portugueses, assim como a data de edificação da igreja, '1632', são visíveis, respetivamente, na parte superior do portal e na verga. Tem no interior da sua igreja o túmulo do referido João das Regras e, junto aos claustros, a Capela dos Castros.
De planta em cruz latina, apresenta nave única com transepto saliente, coro situado para além do retábulo do altar-mor, capelas comunicantes e abóbada de berço com caixotões na cobertura. A sua fachada principal, rematada por empena triangular encimada por cruz e definida lateralmente por dois cunhais em cantaria, coroados por pináculos sentados, surge animada pela articulação entre um janelão retangular e um portal em arco reto, inscrito numa moldura de feição maneirista em arco de volta inteira e enquadramento retangular, sobrepujado por frontão curvo interrompido, encimado por uma cruz.
No interior da igreja, merecem destaque os seguintes elementos: os painéis de azulejos figurativos de António de Oliveira Bernardes; o retábulo-mor e os altares de talha maneirista de Jerónimo Correia; as esculturas de Manuel Pereira; as telas pintadas por André Gonçalves e Vicenzo Carducci; a inscrição tumular que indica a sepultura de Frei Luís de Sousa; e o túmulo de D. João das Regras. 
Obra de referência na tumulária medieval, o túmulo de D. João das Regras, falecido no início do séc. XV, em 1404, está classificado como Monumento Nacional. As quatro faces laterais da tampa, sobre a qual se encontra a estátua-jacente, apresentam a seguinte inscrição:
Aqi/jaz/joan/daregas/caualeiro/doutor/em/leis/priuado/delrei/dom/joan/fundador/deste/mosteiro/finou/III/dias/de/maio/era/M/IIIC/XL/II/annos'.